# Кнабеншиссен
Соревнования по стрельбе Кнабеншиссен (нем. Knabenschiessen, буквально Мальчишеская стрельба) — ежегодное состязание по стрельбе по мишеням в Цюрихе, Швейцария. Традиции этого праздника уходят в XVI век. К нему издавна допускались только мальчики. С 1991 года участвуют и девочки. Готовясь к нему, подростки проходили начальный курс стрельбы, и на празднике могли продемонстрировать свою меткость и умение владеть оружием. В наши дни самый меткий стрелок получает главный приз — 5 тыс. франков.